# Модальність (психологія)
Модальність (від лат. modus — спосіб) — це певний аспект стимулу, що сприймається певною сенсорною системою; якісність визначеності відчуттів. Модальність зумовлена будовою органів чуття і особливостями середовища, що впливає на них. Тип сенсорного рецептору, який активується стимулом грає основну роль у кодуванні модальності стимулу.

## Приклади модальностей
- Температура
- Смак
- Тиск
- Біль
- Дотик
- Звук тощо.

Модальність — одна з основних властивостей відчуттів, їх якісна характеристика. Модальні характеристики відчуттів, на відміну від їх інших характеристик (просторових, тимчасових, інтенсивнісних), відображають властивості об'єктивної реальності в специфічно закодованій формі (довжина світлової хвилі відбивається як колір, частота звукових хвиль — як тон тощо). Поняття модальності поряд з відчуттями відноситься і до багатьох інших психічних процесів, описуючи якісні характеристики когнітивних (пізнавальних) образів будь-якого рівня та складності.